# 伊園旬
伊園 旬（いぞの じゅん、1965年11月3日 -）は、日本の小説家、推理作家。女性。第5回『このミステリーがすごい!』大賞の大賞を受賞した。

## 来歴・人物
京都府舞鶴市に生まれる。1988年、関西大学経済学部経済学科卒業。大学在学中は、SF研究会に所属していた。同年、国内コンピューターメーカーに入社。システムエンジニア職を務める。会社勤務の傍ら執筆活動を行う。2005年、「週末のセッション」が第4回『このミステリーがすごい!』大賞（宝島社主催）に最終選考まで残る（伊薗旬名義）。2006年、『ブレイクスルー・トライアル』（受賞時タイトル「トライアル&エラー」）で第5回『このミステリーがすごい!』大賞の大賞を受賞（優秀賞は、増田俊成「シャトゥーン ヒグマの森」と高山聖史「当確への布石」）。受賞後も会社に勤務しながら執筆活動を行っていたが、後に退職、執筆に専念する。2007年、宝島社より同作が単行本化され、小説家デビューを果たす。
一般社団法人日本推理作家協会会員。趣味はインテリア鑑賞や娯楽映画の鑑賞である。セキュリティー突破などハイテク犯罪を題材とした物語、ミッション達成や侵入サスペンスもの、コン・ゲームもののエンターテインメント小説を得意としている。東京都在住。

## 著作リスト

### 単著
- ブレイクスルー・トライアル（2007年1月 宝島社 / 2009年3月 宝島社文庫）
- ソリューション・ゲーム 日常業務の謎（2008年7月 宝島社）
  - 【改題】問題解決室（ソリューション・ルーム）のミステリーな業務（2012年9月 宝島社文庫）
- 東京湾岸奪還プロジェクト ブレイクスルー・トライアル2（2011年7月 宝島社文庫）
- 週末のセッション（2012年6月 東京創元社 ミステリ・フロンティア）
- 怪盗はショールームでお待ちかね（2014年6月 実業之日本社文庫）
  - 【初出】ショールームの怪盗（『月刊ジェイ・ノベル』 2013年2月号 - 2014年1月号）

### アンソロジー
「」内が収録されている伊園旬の作品
- 「このミステリーがすごい!」大賞STORIES（2010年12月 別冊宝島1711）「ソリューション・ボックス」
- 10分間ミステリー（2012年2月 宝島社文庫）「眺望コンサルタント」
- 5分で読める!ひと駅ストーリー 降車編（2012年12月 宝島社文庫）「車窓コンサルタント」
- もっとすごい!10分間ミステリー（2013年5月 宝島社文庫）「立体コンサルタント」
- 5分で読める!ひと駅ストーリー 夏の記憶 東口編（2013年7月 宝島社文庫）「転記コンサルタント」
- 5分で読める!ひと駅ストーリー 冬の記憶 東口編（2013年12月 宝島社文庫）「風船コンサルタント」
- 5分で読める!ひと駅ストーリー 猫の物語（2014年9月 宝島社文庫）「首輪コンサルタント」